# Kewaunee
Kewaunee est une ville du Wisconsin, aux États-Unis, située sur la côte nord-ouest du lac Michigan. Sa population était de 2952 habitants au recensement fédéral de 2010. 
Elle est le siège du comté de Kewaunee. Elle fait partie de la zone statistique métropolitaine de Green Bay (Green Bay Metropolitan Statistical Area (en)). 

## Source
- (en) Cet article est partiellement ou en totalité issu de l’article de Wikipédia en anglais intitulé « Kewaunee, Wisconsin » (voir la liste des auteurs).